# Baltimax
Con il termine Baltimax ci si riferisce ad una tipologia di navi le cui dimensioni permettono loro il transito negli stretti, Skagerrak e il Kattegat, che collegano il Mare del Nord al Mar Baltico. La profondità massima di questo tratto di mare è di 23 metri.
Il limite dimensionale in questo caso è dato dal pescaggio della nave che non deve superare i 15,4 metri. La lunghezza massima di queste navi è di solito compresa tra i 240 e i 260 metri con una larghezza di 42 -  48 metri.
La classe Baltimax è stata originariamente realizzata dalla Russia per poter esportare il petrolio verso il golfo di Finlandia, ma oggi è spesso costituita da navi Portacontainer. La portata lorda varia tra le 100.000 e le 120.000 tonnellate. Esistono comunque petroliere che hanno la capacità di 220.000 tonnellate dette B-Max.